# Macaque crabier
Macaca fascicularis · Macaque à longue queue
Espèce
Statut de conservation UICN

EN : En danger
Statut CITES
Le macaque crabier, (Macaca fascicularis), macaque de Java, macaque à face rouge ou macaque à longue queue (ou encore singe cynomolgus dans le cadre de l’utilisation en expérimentation animale) est une espèce de singe catarhinien de la famille des cercopithécidés, originaire et le plus répandu en Asie du Sud-Est.
Les macaques crabiers vivent en communautés matrilinéaires (relations mère-enfants) et matrilocales (les enfants vivent avec la mère) ; les jeunes mâles quittent la communauté à la puberté. Ces communautés présentent également une hiérarchie de femelles. Les macaques crabiers ont une alimentation omnivore (leur nom suggère qu'ils mangent des crabes) et opportuniste. Ils sont considérés comme une espèce invasive et une menace à la biodiversité dans certaines régions, dont Hong Kong et l'ouest de la Nouvelle-Guinée.
Les macaques crabiers ont une histoire longue et diverse d'interactions avec l'espèce humaine, avec des considérations qui vont de nuisible agricole à animal sacré des temples. L'invasion et la destruction croissantes par l'espèce humaine a réduit leur habitat, donné lieu à une synanthropie (occupation de milieux artificiels humains), et causé des conflits pour l'accès aux ressources au sein de chaque espèce et entre elles.

## Étymologie et dénominations
L'espèce est connue sous le nom de macaque crabier (au sens de mangeur de crabes, en anglais crab-eating macaque). Il est également appelé macaque à longue queue, car il se distingue des autres macaques par la longueur de sa queue, comparable à celle de son corps. On rencontre encore les noms macaque de Buffon, macaque de Java et macaque d'Indonésie. Les laboratoires d'expérimentation animale et la réglementation les concernant utilisent la dénomination singe cynomolgus.
Le mot latin fascicularis signifie « petite rayure ». Sir Thomas Stamford Bingley Raffles, qui a donné à l'animal son nom scientifique en 1821, ne précise pas ce qu'il entend par l'utilisation de ce mot mais il est présumé qu'il y avait un lien avec l'observation de l'animal.[réf. nécessaire]

## Morphologie générale

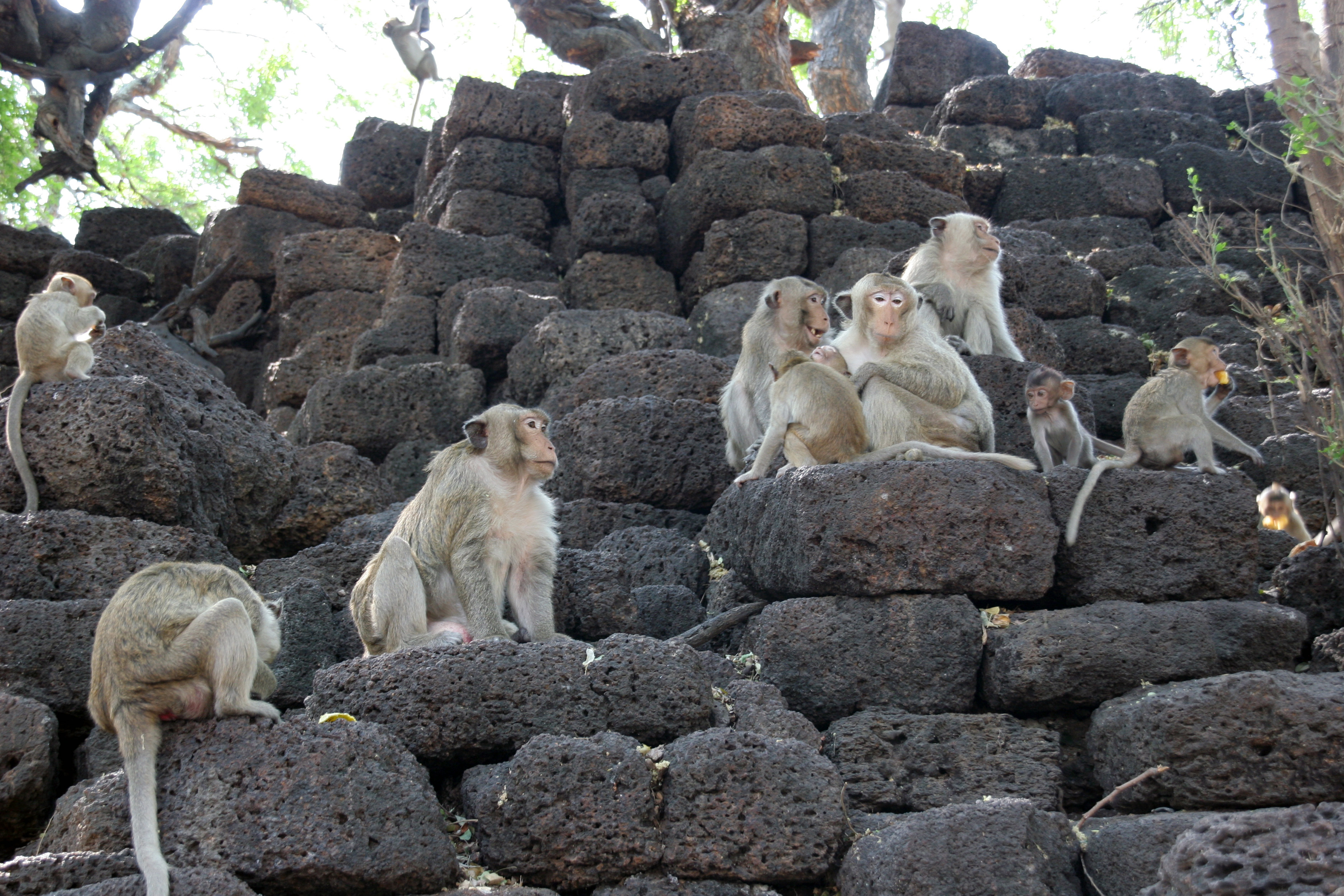
Groupe de macaques crabier (Lopburi, Thaïlande).

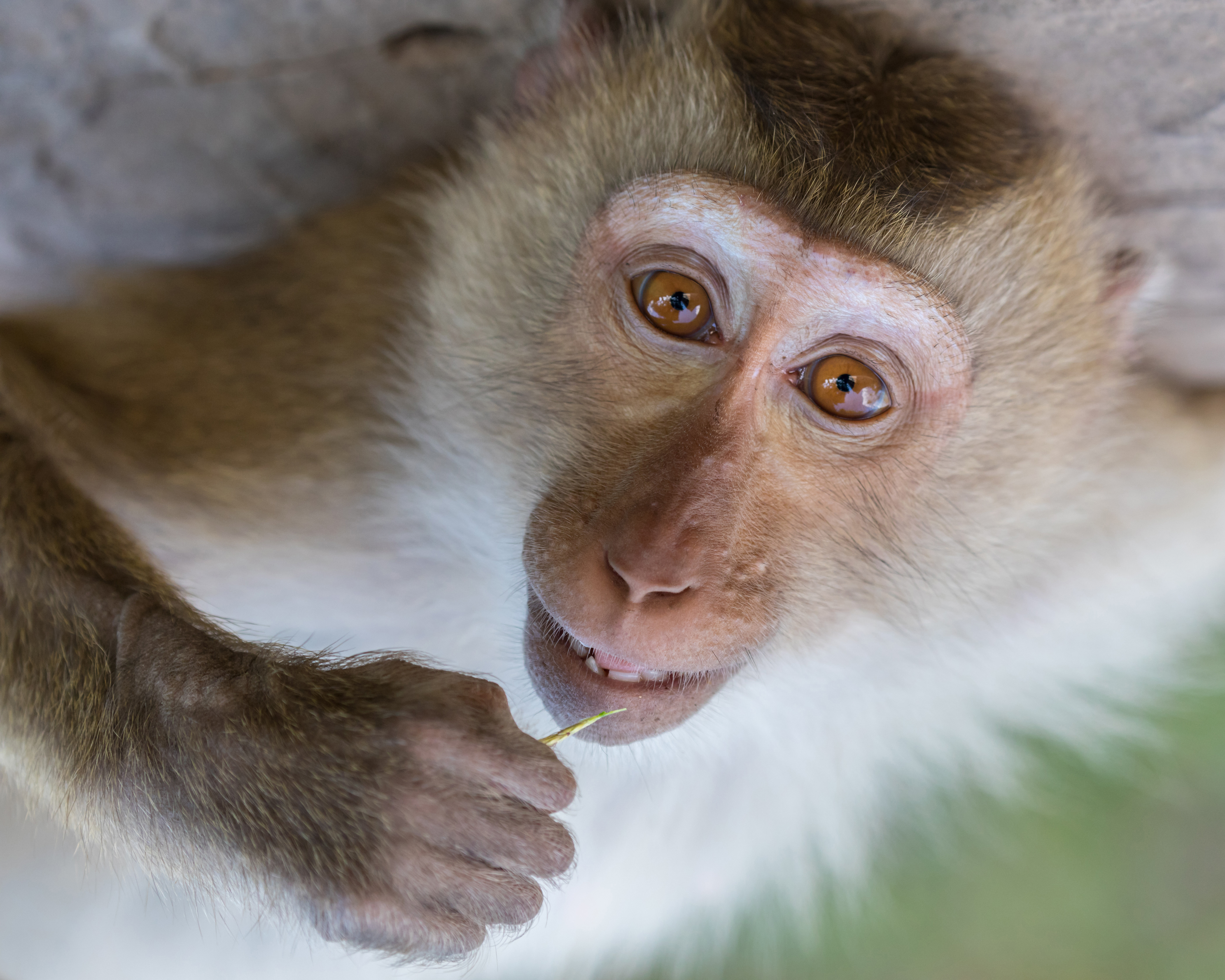
Macaca fascicularis (macaque crabier) allongé sur le dos et mettant à sa bouche une tige de plante, les yeux rivés vers l'observateur, au temple de Don Som (Si Phan Don), Laos.

Selon les sous-espèces, la longueur du corps du singe adulte est de 38 à 55 cm, avec des bras et des jambes relativement courts. La queue est plus longue que le corps, généralement de 40 à 65 cm. Les mâles adultes pèsent environ 6 kg, et sont généralement plus imposants que les femelles, qui pèsent de 3 à 6 kg.

## Écologie et comportement

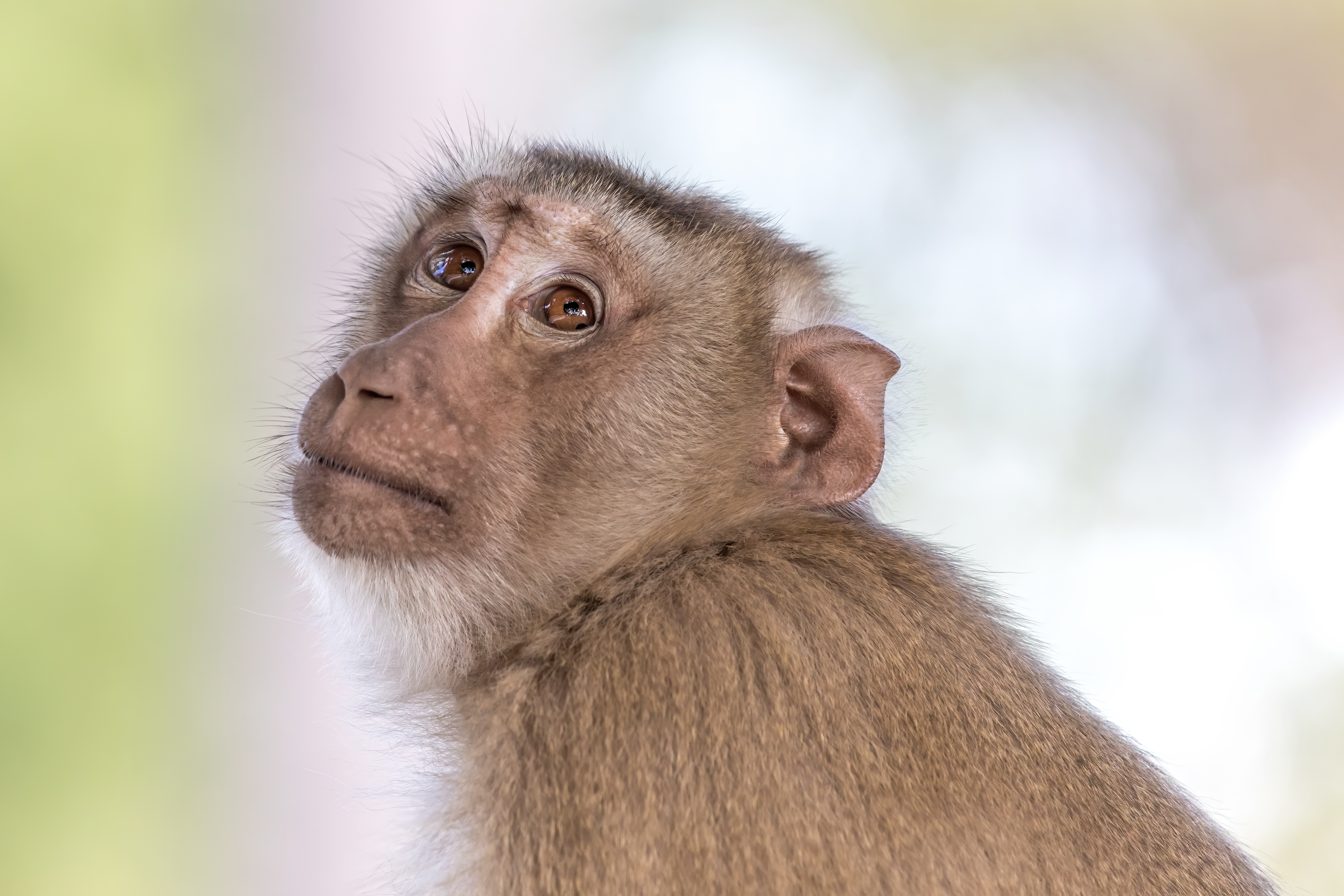
Macaque crabier levant les yeux au ciel avec une expression rêveuse (anthropomorphisme ?). Portrait de profil en contre-jour avec un fond doux, au temple de Don Som (Si Phan Don, Laos).

### Organisation sociale
Macaca fascicularis est un animal social qui vit en groupes de 5 à 60 individus. Ces groupes sont multi-mâles, avec généralement 2 à 5 mâles et des femelles 2 à 3 fois plus nombreuses. Le nombre de jeunes est souvent comparable à celui des femelles. La taille du groupe dépend souvent du risque de prédation et de la disponibilité de la nourriture. Les groupes sont centrés sur les femelles : elles sont philopatriques (c'est-à-dire qu'elles restent dans un même groupe à travers les générations) tandis que les mâles changent de groupes. Les mâles quittent leur groupe d'origine généralement dès l'âge de 4 à 6 ans. Ils intègrent un autre groupe pendant 4 à 5 années avant d'émigrer, et ce à plusieurs reprises tout au long de leur existence. Ces singes sont despotiques et exercent une stricte hiérarchie de dominance. Les rangs des mâles adultes sont plus élevés que ceux des femelles. Les rangs des femelles sont plus stables, les mâles pouvant perdre leur statut. Les mâles de haut rang ont généralement plus de chances de se reproduire, et les femelles de haut rang ont plus de chances de faire survivre leur progéniture. Les femelles sont regroupés en matrilignes, c'est-à-dire en familles composées avec leur progéniture. Le matrilignage est maintenu sur plusieurs générations, certaines familles ayant plus de pouvoir social que d'autres. Le matrilignage est rarement renversé, et lorsqu'il se produit, il entraîne des conséquences sur les chances de reproduction dans les familles déchues.

### Reproduction

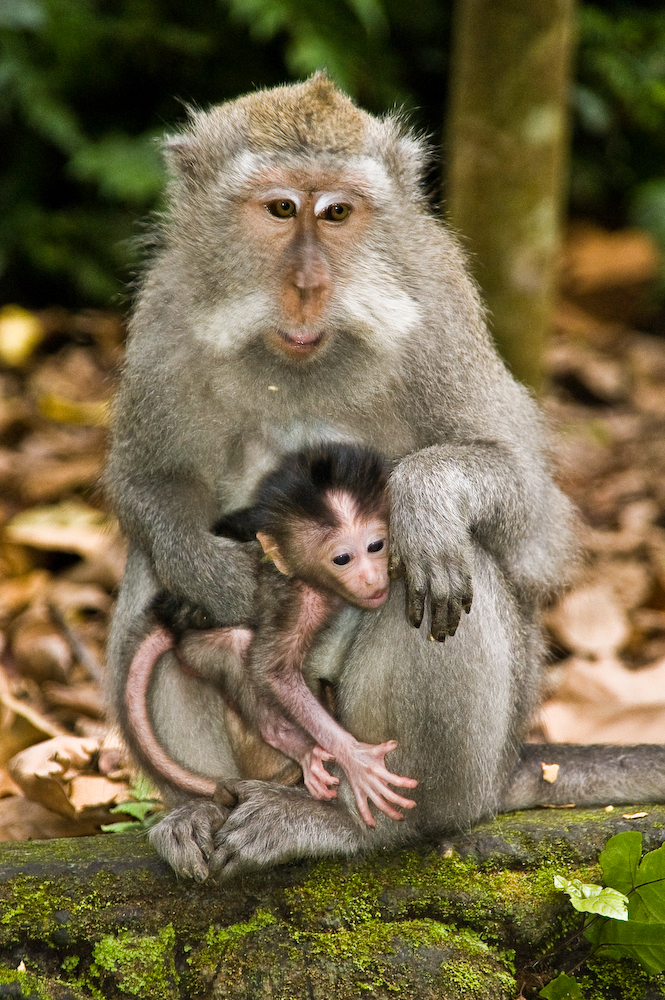
Femelle et son petit à la Forêt des singes d'Ubud (Bali, Indonésie).

La durée de gestation est d'environ 165 jours. Le poids du bébé à la naissance est d'environ 350 grammes. Les bébés naissent avec un fourrure noire qui, à partir de 3 mois, tourne à une teinte jaune-vert, gris-vert ou brun-rouge selon la sous-espèce. Cette teinte est supposée être un indicateur du statut de l'enfant. Des mâles récemment immigrés commettent parfois des infanticides sur des nourrissons qui ne sont pas les leurs, et les femelles de haut rang kidnappent parfois les enfants des femelles de rang inférieur. Ces enlèvements font généralement suite aux décès des nourrissons. Les plus jeunes restent surtout avec la famille de leur mère. En grandissant, les jeunes mâles tendent à se tourner vers la périphérie du groupe. Ils y forment des liens qui peuvent être cruciaux lors de leur migration hors de leur groupe natal. Les mâles qui émigrent avec un partenaire semble avoir plus de succès que les solitaires.
Les résultats d'une étude montrent que les mâles soignent le pelage des femelles pour obtenir leurs faveurs sexuelles.

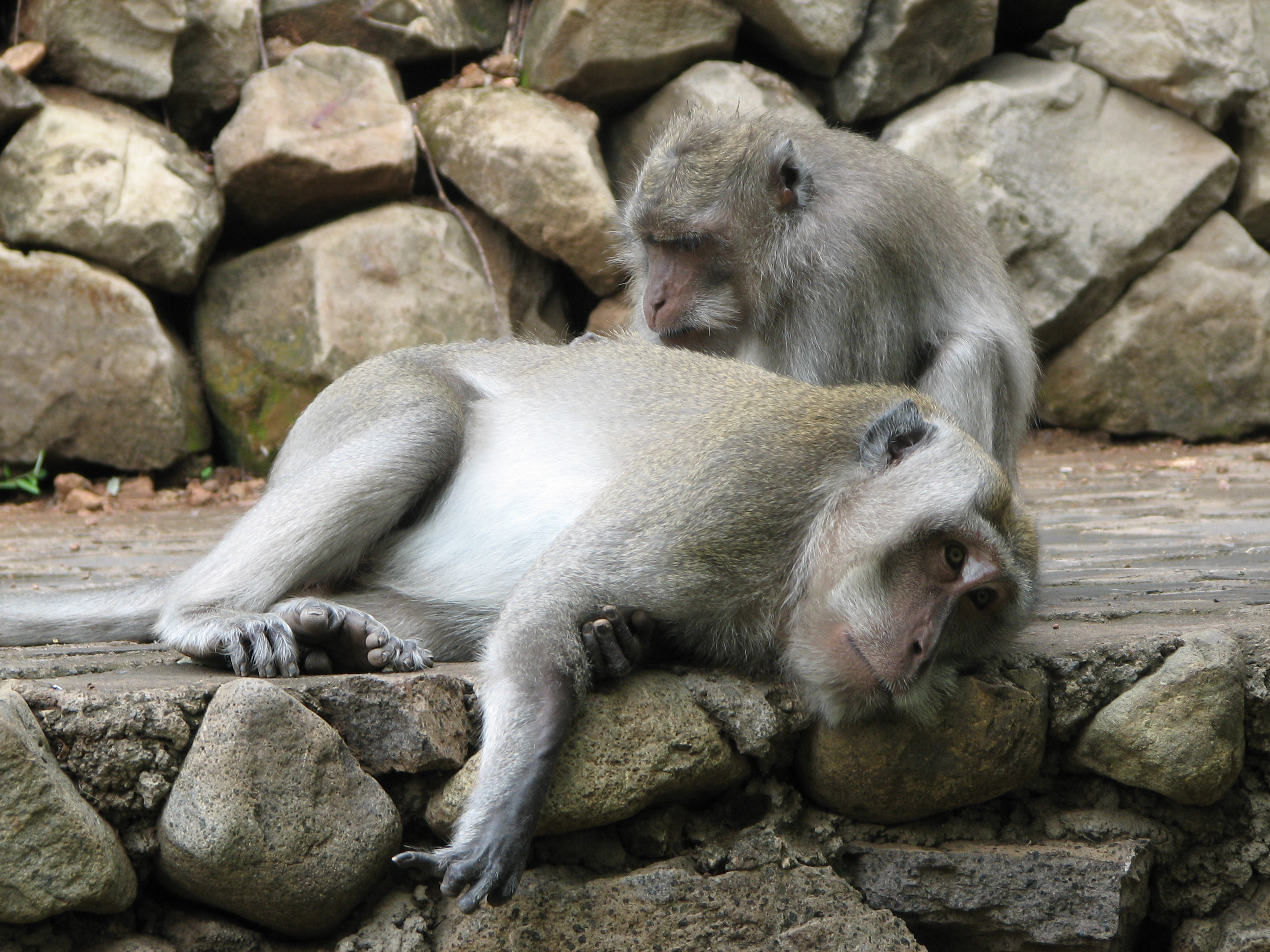
Séance de toilettage, temple de Pura Pulak (Bali, Indonésie).
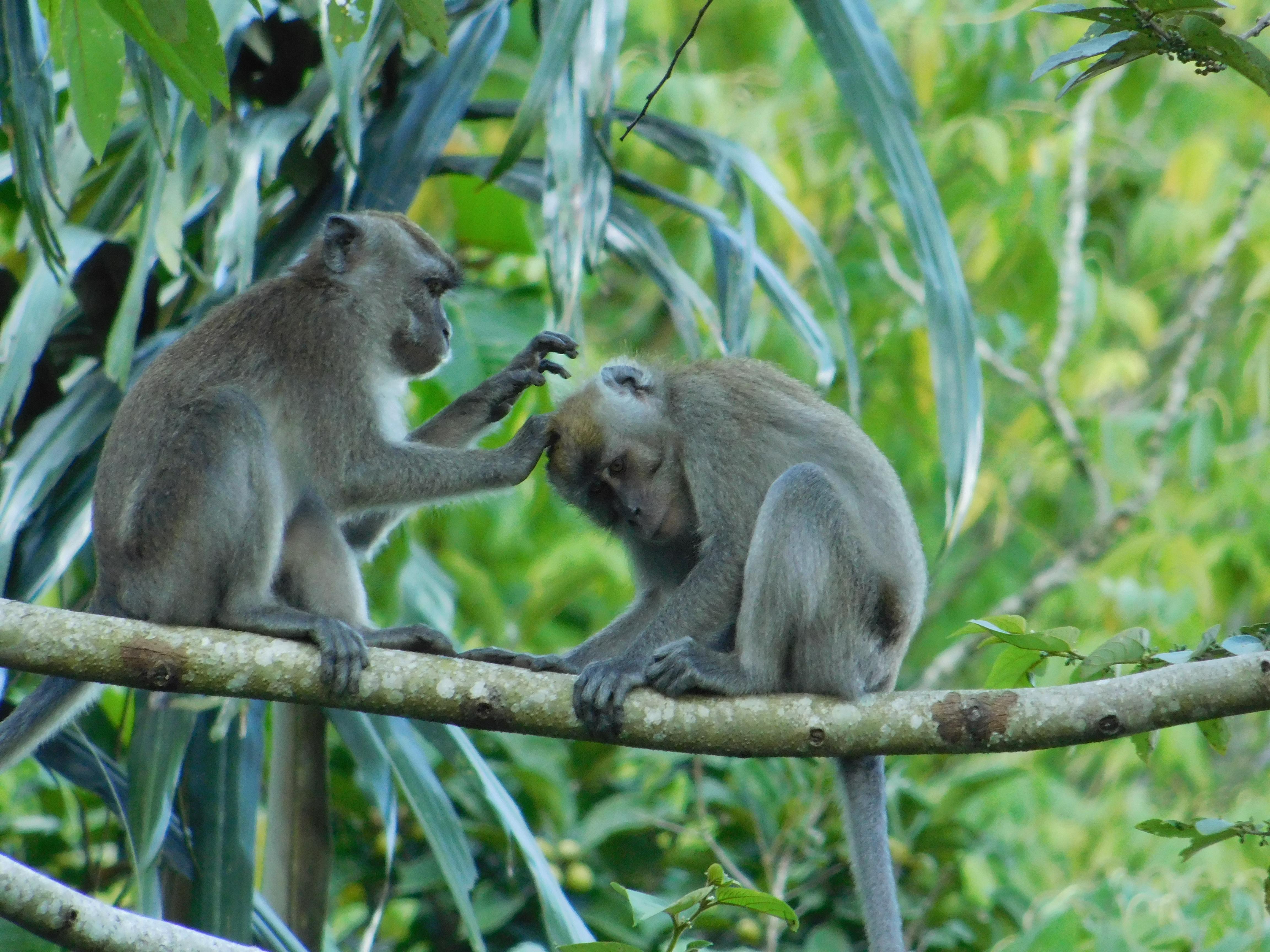
Couple s'épouillant dans la nature (Sumatra, Indonésie).
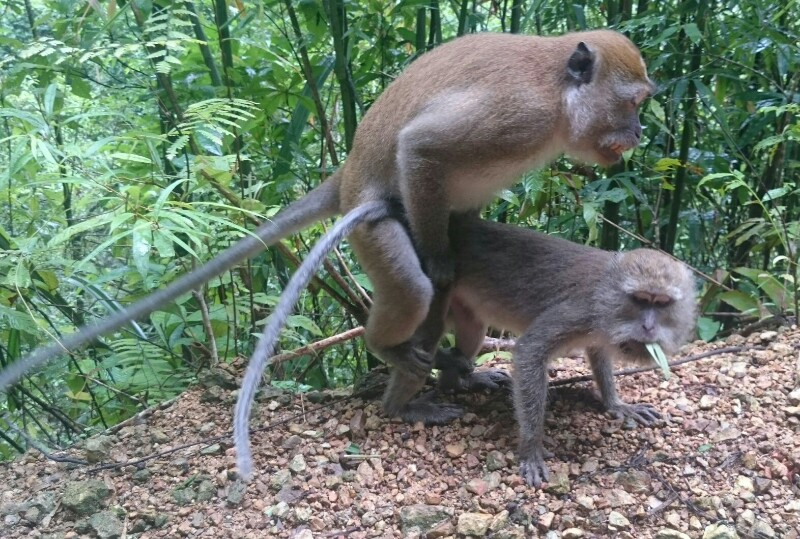
Accouplement (parc national de Khao Sok, Thaïlande).
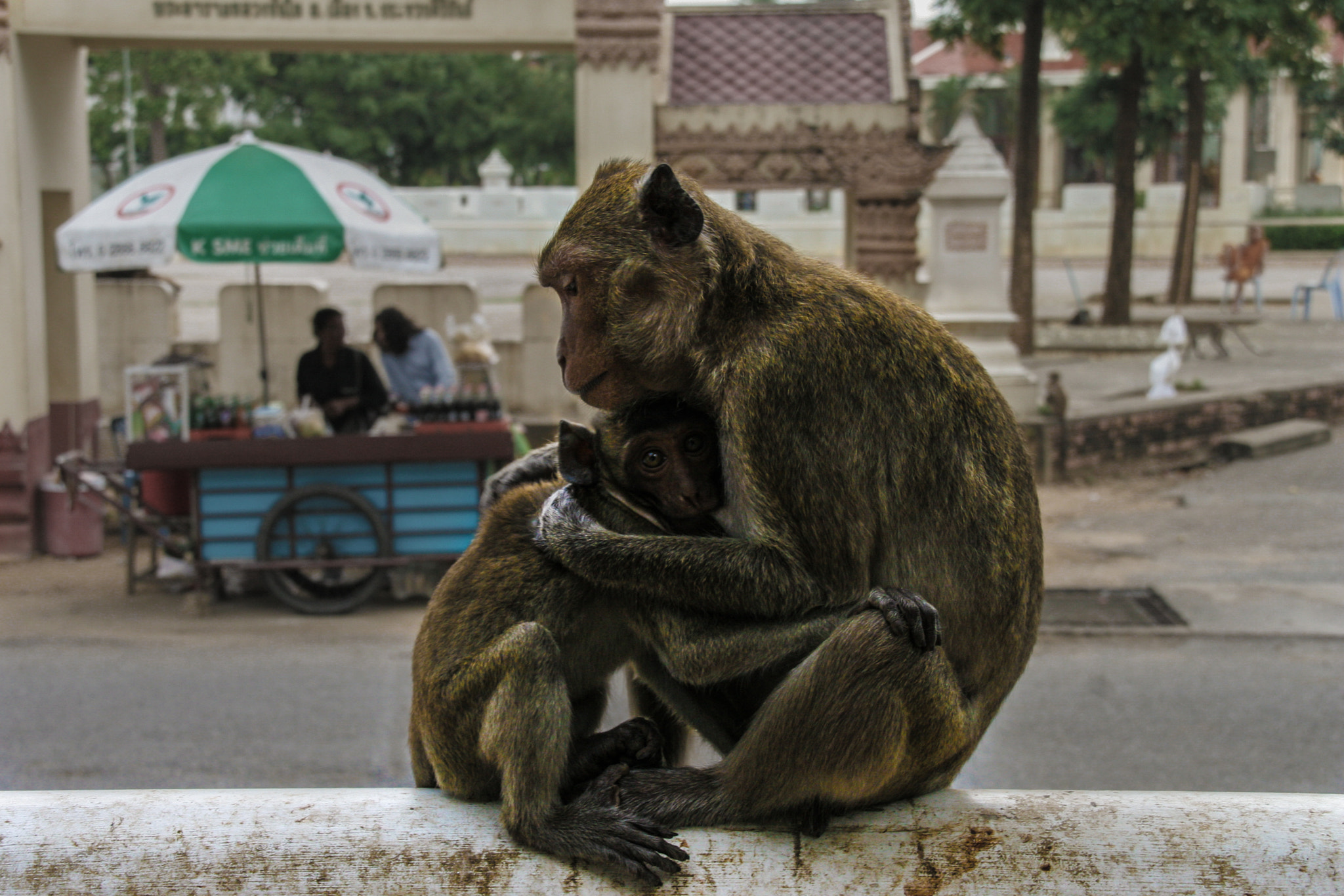
Mère et son petit (Wat Thammikaram, Prachuap Khiri Khan, Thaïlande).

### Alimentation

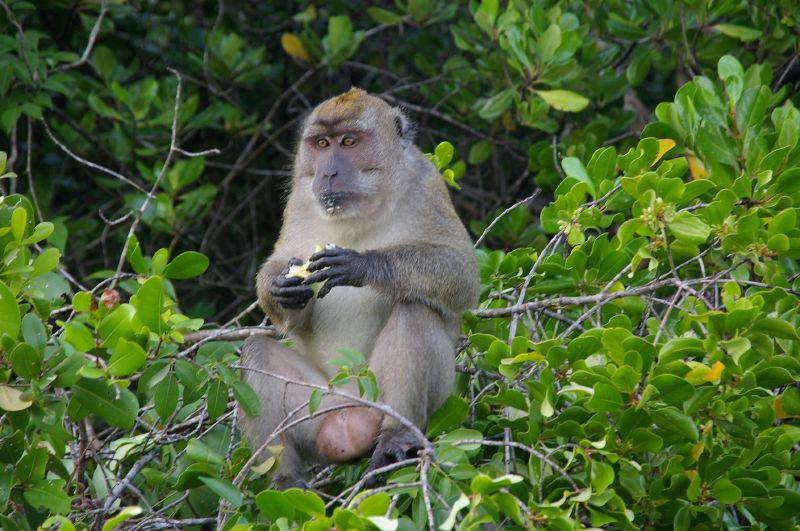
Individu mâle mangeant une pomme dans une forêt du Sabah (Bornéo, Malaisie).

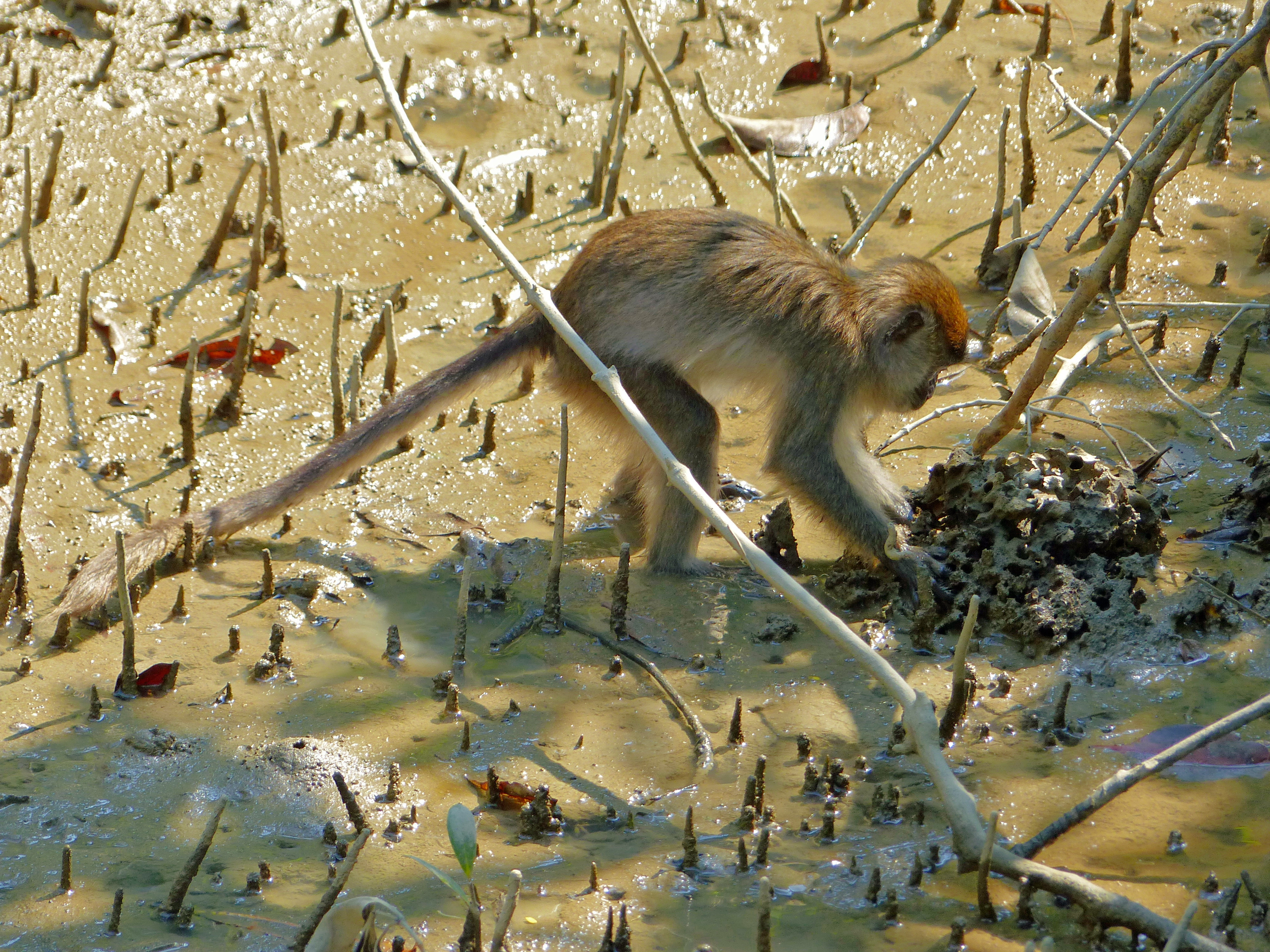
Individu cherchant sa nourriture dans la mangrove (parc national de Bako, Malaisie).

Bien que cette espèce soit souvent désignée sous l'appellation de macaque crabier, ce nom est mal choisi car son alimentation est loin de se limiter aux crabes. Les macaques crabiers sont des omnivores opportunistes, c'est-à-dire qu'ils peuvent manger une grande variété de nourriture carnée et végétale. Bien que les fruits et les semences représentent 60 à 90 % de leur apport alimentaire, ils se nourrissent aussi de feuilles, de fleurs, de racines et d'écorce. Des vertébrés font aussi partie de leurs proies (poussins d'oiseaux, lézards, grenouilles et poissons), ainsi des invertébrés et des œufs. Même s'ils sont écologiquement bien adaptés à leur milieu d'origine et ne constituent pas une menace particulière pour la survie des espèces qu'ils chassent ou cueillent dans les zones où ils ne sont pas endémiques, ils peuvent constituer une menace importante à la biodiversité[pas clair].
Les macaques crabiers sont parfois désignés sous le nom de « crop-raiders », car ils peuvent jeter aussi leur dévolu sur les récoltes agricoles. Ainsi, le riz fraîchement séché, les feuilles de manioc, le caoutchouc, les fruits, les plants de taro, la noix de coco, la mangue et d'autres cultures font partie de leur menu, ce qui provoque parfois des pertes importantes sur les revenus des agriculteurs locaux. Ils s'intéressent aussi aux poubelles et aux dépôts d'ordures. L'espèce ne craint pas les humains et fréquente de nombreuses villes et villages. Elle est parfois impliquée dans des actes d'agression contre des personnes humaines.

### Utilisation d'outils de pierre
En 2005, en Thaïlande (Parc national de Laemson, île de Piak Nam Yai et île de Tao) et en Birmanie, lors d'une enquête visant à évaluer les effets dévastateurs du tsunami de 2004, des macaques crabiers ont été observés utilisant des outils de pierre pour briser des coquillages, des coquilles d'escargots de mer et des carapaces de crabes afin de les manger.

Utilisation d'outils de pierre observée dans le parc national de Laemson, Thaïlande
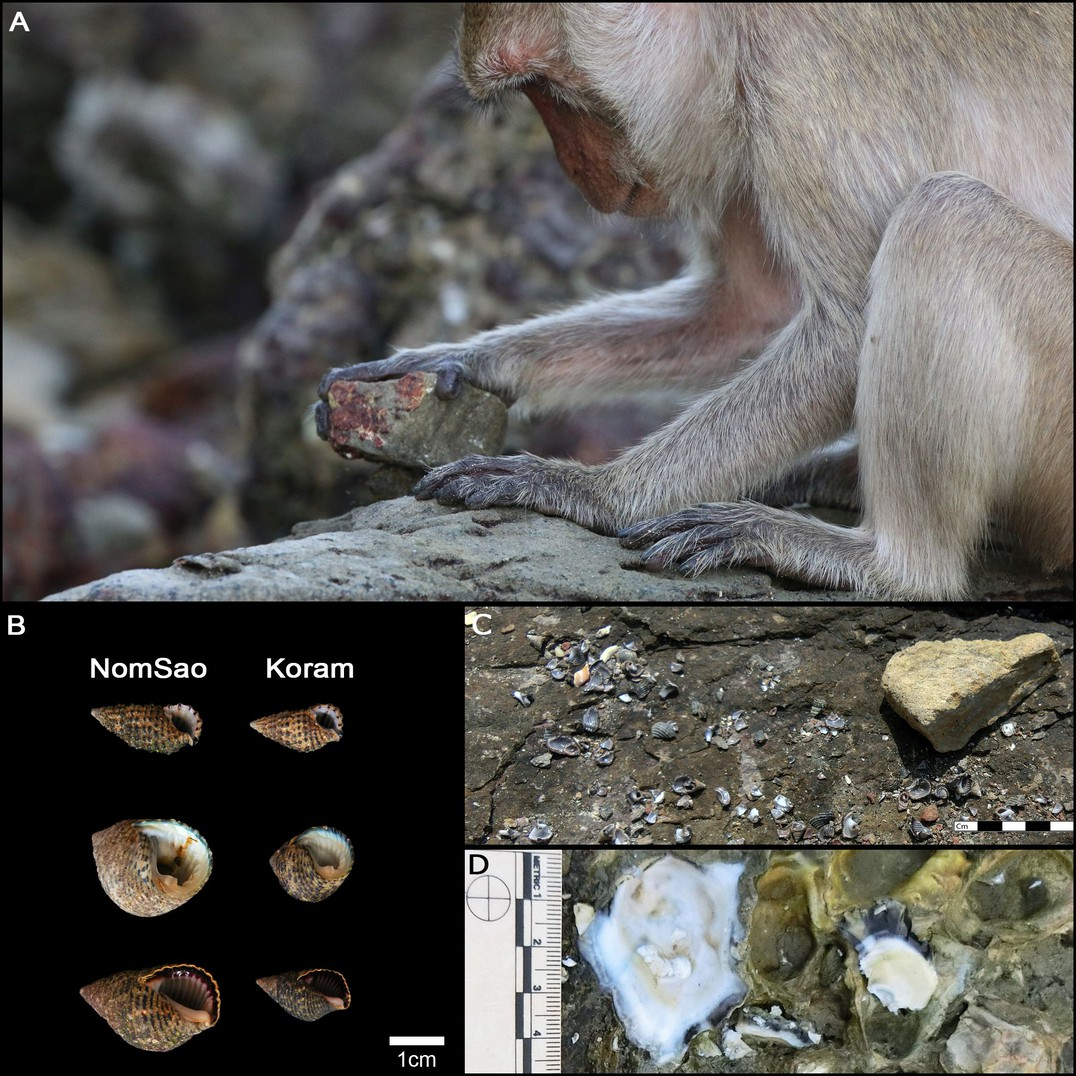
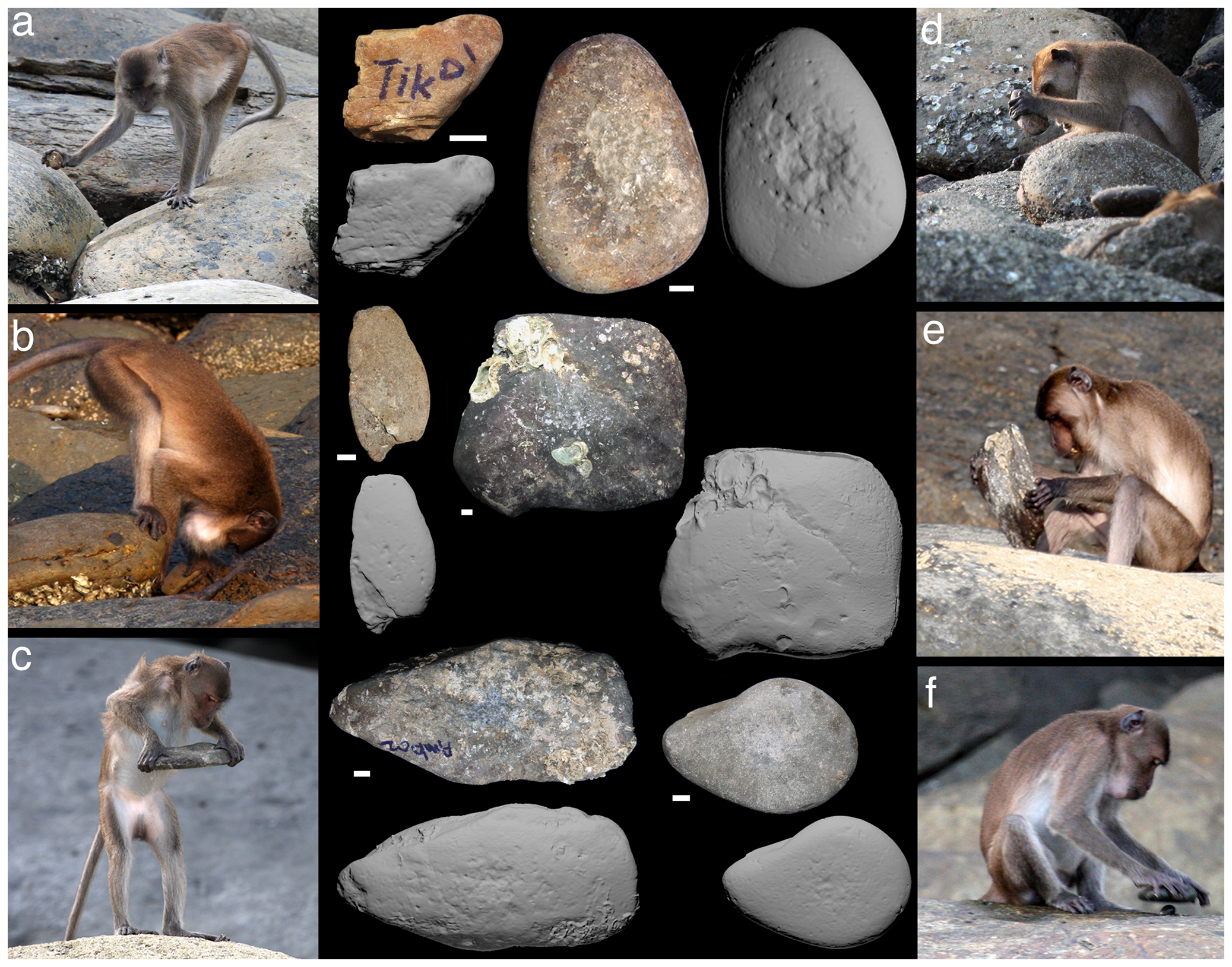
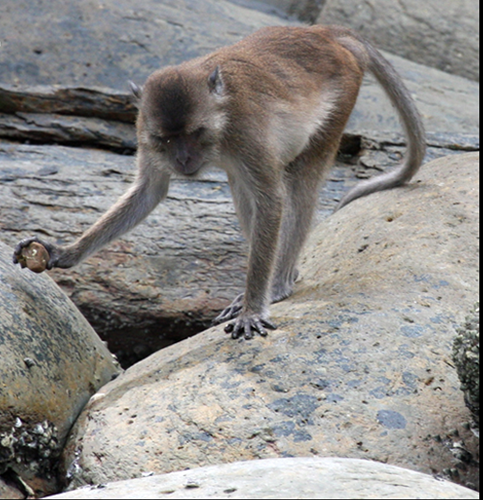
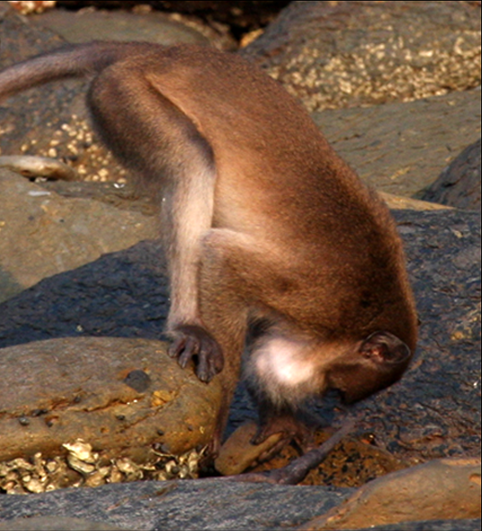
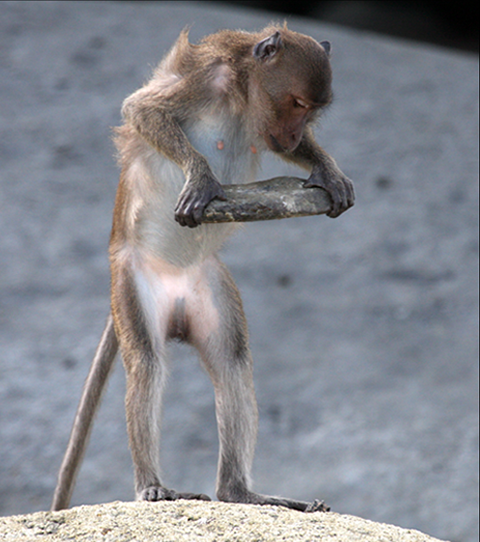
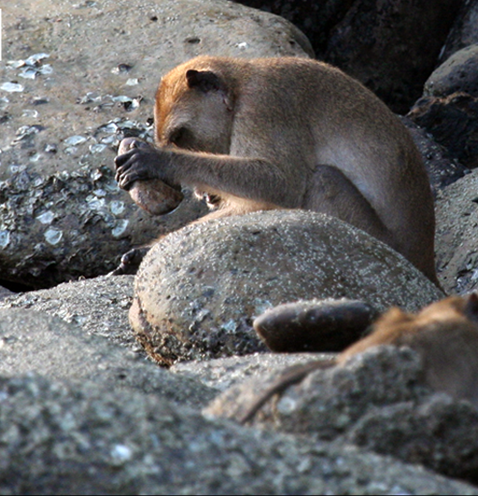
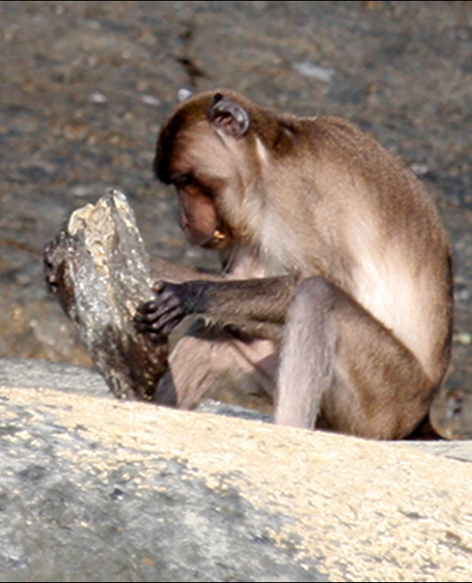
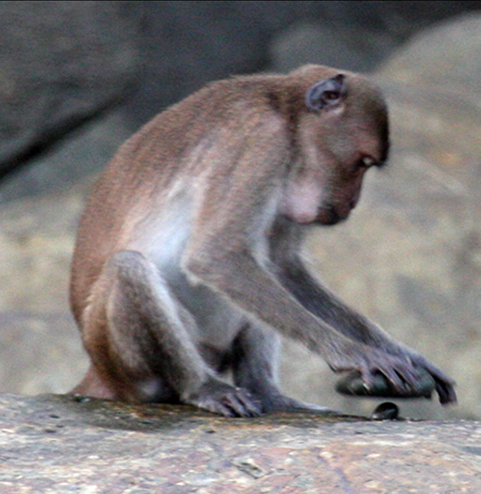

### Capacités cognitives
Le macaque crabier peut, peut-être[pas clair], comme les chimpanzés, les gorilles et les orangs-outans, se reconnaître dans un miroir.

## Répartition géographique et habitat

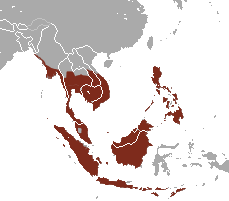
Répartition géographique

Cette espèce vit essentiellement en Asie du Sud-Est, dont les îles de l'Insulinde de Sumatra, Java et Bornéo, les îles des Philippines, et les îles Nicobar. Elle a été introduite dans d'autres régions, dont Hong Kong, la Nouvelle-Guinée occidentale, Anguar et l'île Maurice. Là où elle n'est pas endémique — en particulier dans les écosystèmes insulaires qui ont permis à des espèces d'évoluer à l'abri des grands prédateurs — Macaca fascicularis est considéré comme une menace pour de nombreuses espèces indigènes. Ce constat a amené l'union internationale pour la conservation de la nature à répertorier Macaca fascicularis parmi les « cent pires espèces exotiques invasives »

Étant donnée leur adaptabilité, les macaques crabiers fréquentent une grande variété d'habitats, notamment les forêts humides, les forêts tropicales, les forêts qui bordent les marais ou les cours d'eau, et la mangrove. Ils s'adaptent également aux installations humaines et sont considérés comme sacrés dans certains temples hindous et de certaines petites îles, même s'ils sont pris comme une nuisance autour des fermes et des villages.

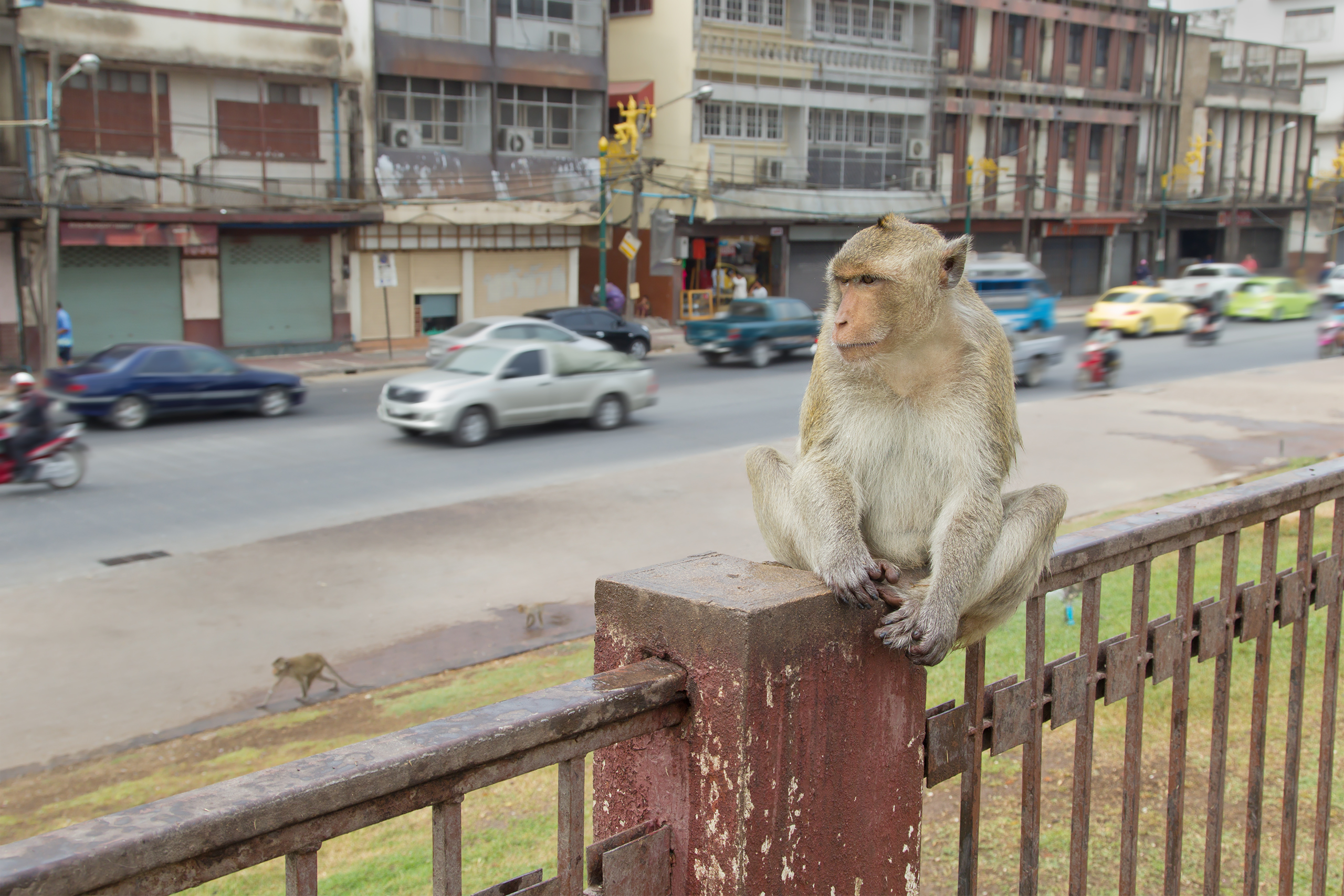
Deux macaques en pleine rue près du temple Phra Prang Sam Yod (Lopburi, Thaïlande).

## Classification et taxinomie
Le nom valide complet (avec auteur) de ce taxon est Macaca fascicularis (Raffles, 1821). L'espèce a été initialement classée dans le genre Simia sous le protonyme Simia fascicularis Raffles, 1821.
Macaca fascicularis a pour synonymes :
- Macaco fascicularis (Raffles, 1821)
- Semnpithecus kra Lesson, 1830
- Simia fascicularis Raffles, 1821

### Liste des sous-espèces
Il existe une importante diversité génétique au sein de cette espèce, et les différences sont classées en dix sous-espèces, selon la troisième édition de Mammal Species of the World de 2005 :
- Macaca fascicularis fascicularis (Raffles, 1821) -  En danger[15] - Bangladesh, Brunei, Cambodge, Inde, Indonésie, Laos, Malaisie, Birmanie, Philippines, Singapour, Thaïlande, Timor oriental et Viêt Nam.
- Macaca fascicularis aureus (É. Geoffroy, 1831) -  Vulnérable[16] - Bangladesh, Laos, Birmanie et Thaïlande
- Macaca fascicularis philippensis (I. Geoffroy, 1843) -  Quasi menacé[17] - Philippines
- Macaca fascicularis umbrosus (Miller, 1902) -  Vulnérable[18] - îles Nicobar (Inde)
- Macaca fascicularis fuscus (Miller, 1903) -  En danger critique[19] - île de Simeulue (Indonésie)
- Macaca fascicularis lasiae (Lyon, 1916) -  En danger critique[20] - île de Lasia (Indonésie)
- Macaca fascicularis atriceps Kloss, 1919 -  Vulnérable[21] - île de Khram Yai (Thaïlande)
- Macaca fascicularis condorensis Kloss, 1926 -  En danger[22] - île de Côn Son (Viêt Nam)
- Macaca fascicularis tua Kellogg, 1944 -  En danger critique[23] - île de Maratua (Indonésie)
- Macaca fascicularis karimondjawae Sody, 1949 -  En danger critique[24] - Îles Karimun Jawa (Indonésie)

## Utilisation par les humains

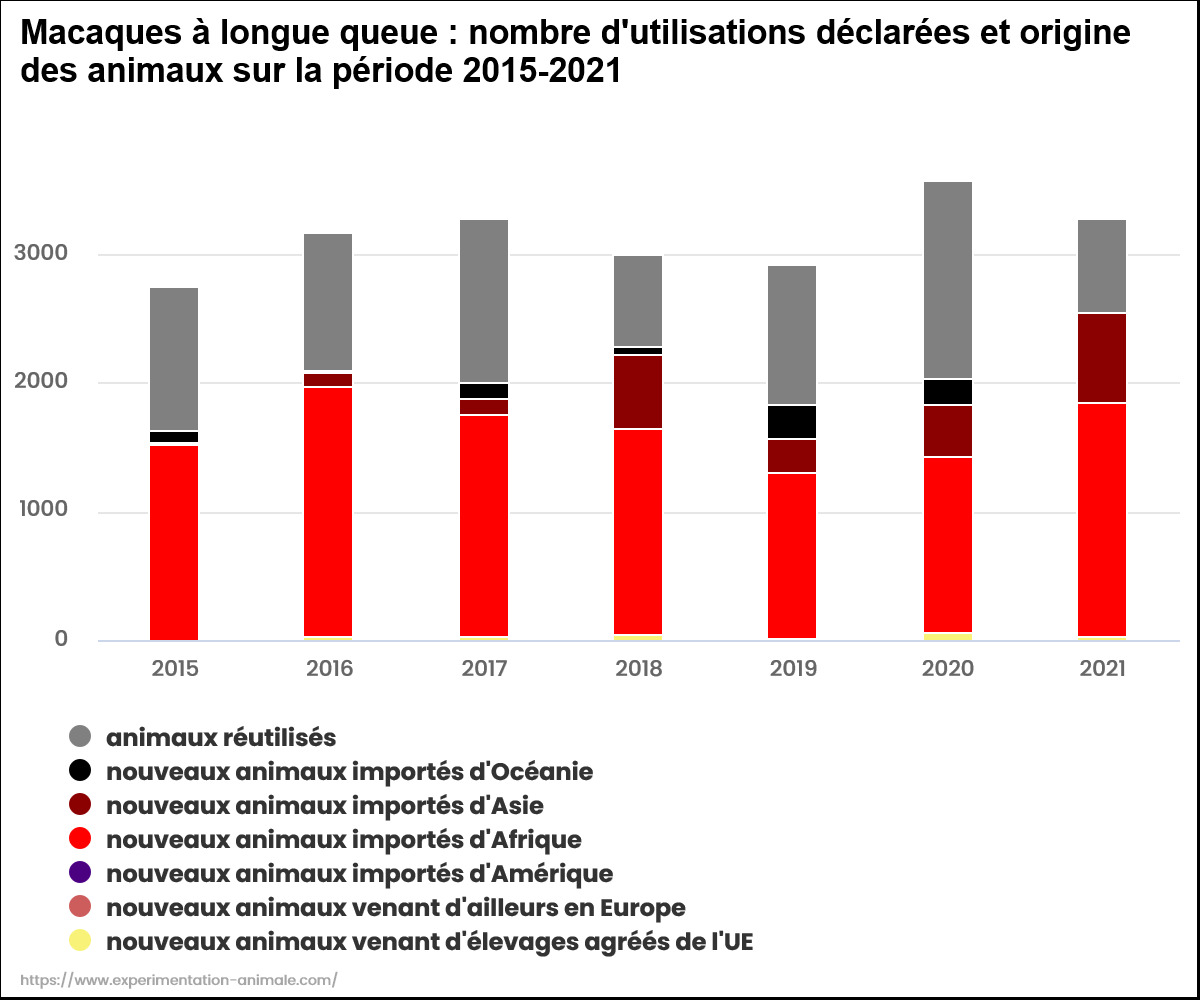
Nombre et origines des macaques crabiers utilisés en expérimentation animale

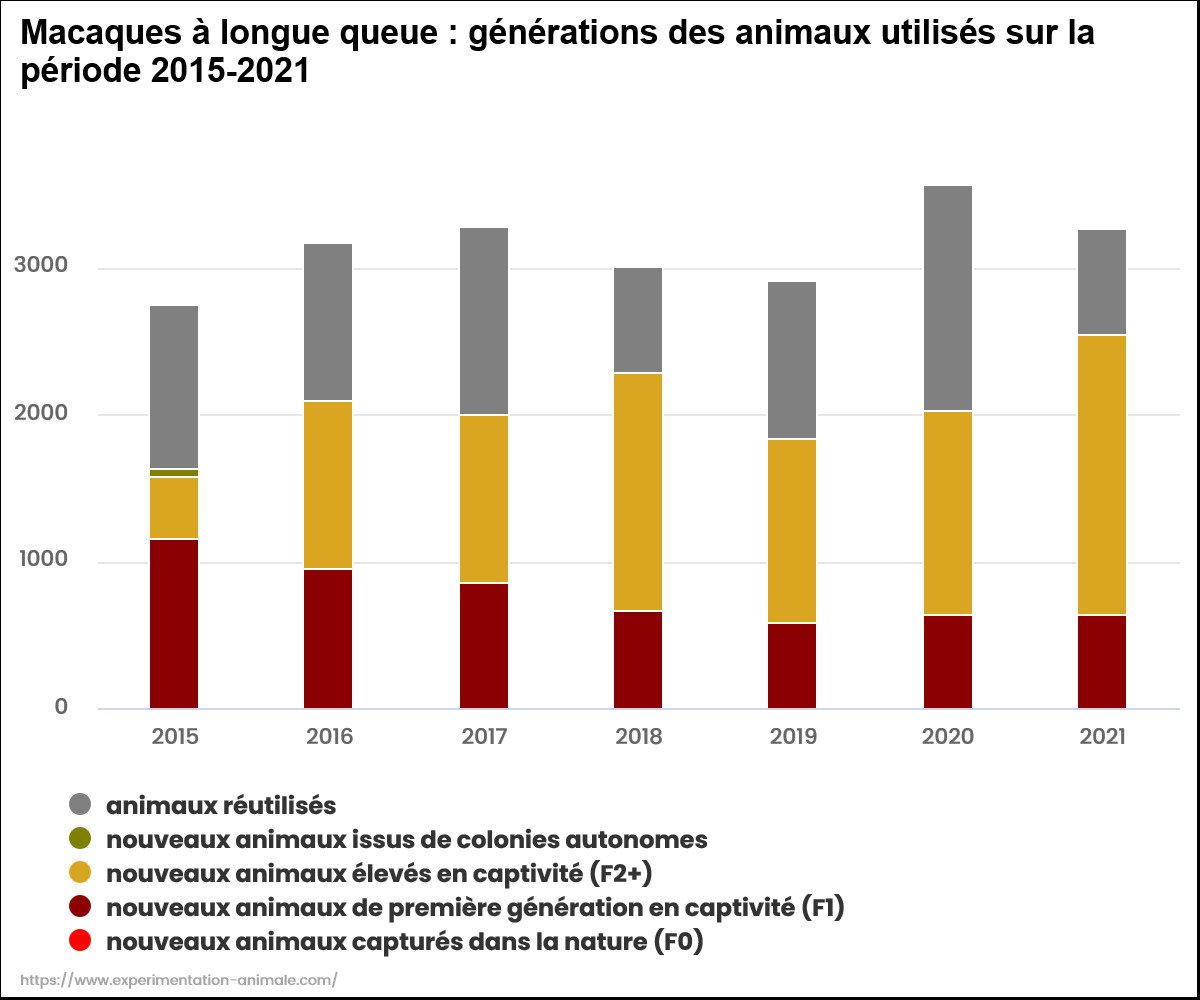
Génération des macaques crabiers utilisés en expérimentation animale

### Expérimentation animale
Macaca fascicularis a été largement utilisé dans des expériences médicales, en particulier celles liées aux neurosciences. Il a également été identifié comme un vecteur possible des virus Ebola et de la variole du singe, et est connu comme porteur de l'herpès virus B (Herpesvirus simiae). Nafovanny est le plus grand élevage en captivité de primates non humains dans le monde, et héberge 30 000 macaques destinés à l'expérimentation médicale dans les laboratoires. Le macaque crabier fait partie des singes qui ont aussi été utilisés dans l'expérimentation des vols spatiaux habités.[réf. nécessaire]

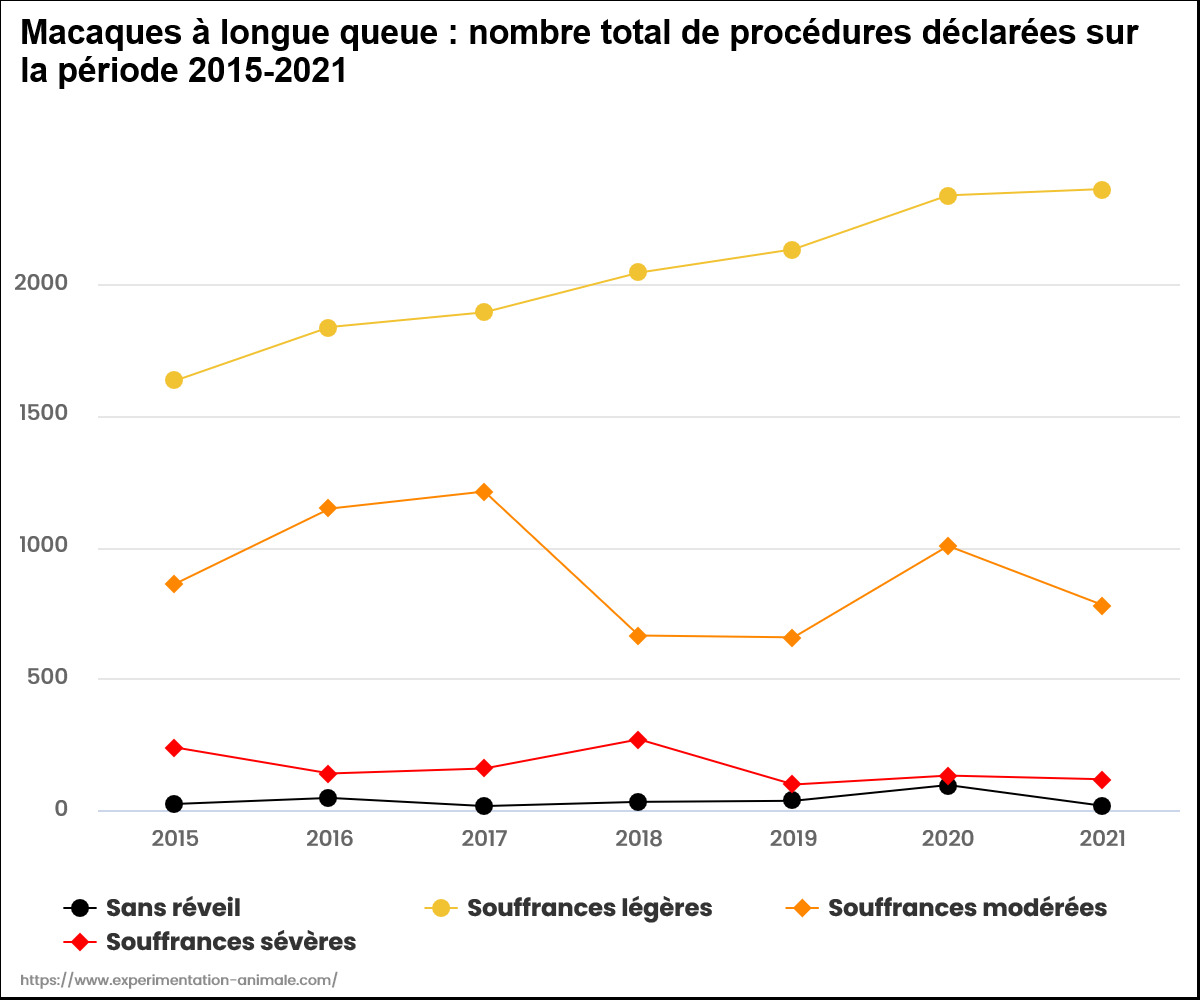
Souffrances des macaques crabiers utilisés en expérimentation animale

D’après les données recueillies par le ministère de la Recherche depuis 2014, environ 3000 utilisations de macaques crabiers sont recensées dans les laboratoires français chaque année depuis 2015. Ces macaques sont presque tous importés, majoritairement d’Afrique, et dans une moindre mesure d’Asie et d’Océanie. Un tiers des nouveaux animaux utilisés chaque année sont de « première génération en captivité » (F1), signifiant que leurs parents ont été capturés dans la nature,,.
Deux tiers des expériences impliquent une souffrance et/ou une angoisse de niveau « léger », et quelques dizaines de macaques subissent chaque année sous anesthésie générale des procédures suivies d’une mise à mort. Le tiers restant se partage entre les niveaux de souffrance « modéré » et « sévère »,.
D’après les recensements détaillés du ministère de la Recherche obtenus par l’association One Voice, environ trois quarts des macaques utilisés dans ce cadre servent à produire diverses substances corporelles (sang, fluide cérébro-spinal…) ou à tester la toxicité de médicaments. Le quart restant sert à des recherches fondamentales (système immunitaire, système nerveux) ou appliquées (maladies infectieuses, troubles respiratoires).

### Autres utilisations
En Thaïlande le macaque crabier est dressé pour cueillir des noix de coco. Des dérives dans certaines fermes de Thaïlande ont été constatées, transformant les macaques en « machines à récolter des noix de coco ».

## Menaces et conservation

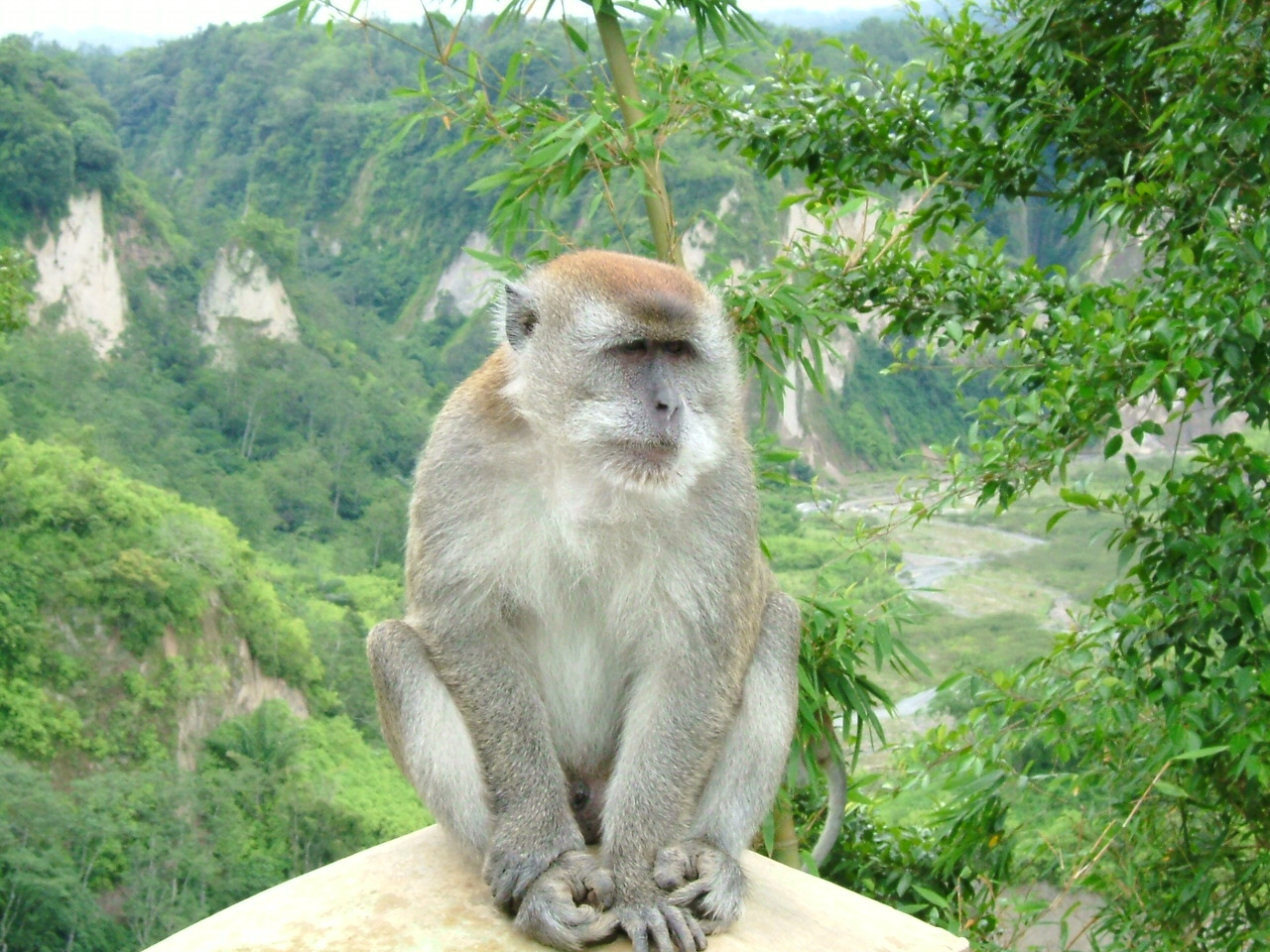
Une photo d'un Macaque crabier au Sumatra.

La liste rouge de l'UICN pour les populations endémiques de l'Asie du Sud-Est le classait dans la catégorie « Préoccupation mineure » jusqu'en 2019. En 2020, il a été classé « Vulnérable », puis en 2022, « En danger ». D'après les sources fournies par l'IUCN, le déclin de la population est dû principalement aux captures des individus sauvages pour être utilisés comme reproducteurs ou être directement vendus à l'international, notamment aux laboratoires de recherche.
La sous-espèce Macaca fascicularis umbrosa est considérée comme étant d'une importante signification biologique. Il a été recommandé comme candidat aux mesures de protection dans les îles Nicobar, où sa faible population d'origine a été sérieusement entamée.